# Аран (Азербайджан)
Аран (азерб. Aran) — посёлок городского типа в Евлахском районе Азербайджана. Посёлок расположен на автомагистрали азиатский маршрут AH5,  в 1 км от железнодорожной станции Мингечаур (на линии Евлах — Гянджа).

## История
Возник как поселение при станции Мингечаур. Статус посёлка городского типа с 1946 года.
До начала 1990-х носил название «28 апреля».

## Население
| 1959 | 1970 | 1979 | 1989 | 2011 | 2019 | 2024 |
| ---- | ---- | ---- | ---- | ---- | ---- | ---- |
| 2965 | 1522 | 2335 | 3369 | 6500 | 7263 | 6570 |